# Priacma
Priacma là một chi bọ cánh cứng thuộc họ Cupedidae. Các loài trong chi này hầu hết đã tuyệt chủng, chỉ còn mỗi loài Priacma serrata còn tồn tại.

## Các loài
- Priacma serrata
- †Priacma clavata
- †Priacma corrupta
- †Priacma latidentata
- †Priacma longicapitis
- †Priacma oculata
- †Priacma renaria
- †Priacma sanzii
- †Priacma striata
- †Priacma tuberculosa